# Кульбеков, Туржан
Туржа́н Кульбе́ков (каз. Тұржан Құлбеков; 1898 год, село Кызылозен — дата и место смерти не известны) — председатель колхоза имени Калинина Шевченковского района Гурьевской области, Казахская ССР. Герой Социалистического Труда (1948).

## Биография
В годы Великой Отечественной войны возглавлял бригаду рыболовов.
После войны был избран председателем колхоза имени Калинина Шевченковского района. Вывел колхоз в число передовых сельскохозяйственных предприятий Гурьевской области. В 1948 году удостоен звания Героя Социалистического Труда «за получение высокой продуктивности животноводства в 1947 году при выполнении колхозом обязательных поставок сельскохозяйственных продуктов и плана развития животноводства».
Награды
- Герой Социалистического Труда — указом Президиума Верховного Совета СССР 23 июля 1948 года
- Орден Ленина